# 超級方程式錦標賽
超级方程式锦标赛（日语：スーパーフォーミュラ）是自2013年起在日本舉辦的開輪式賽車賽事。縮寫為“SF”。
2013年至2015年名為“全日本锦标赛超级方程式”的形式举办，2016年起更名“全日本超级方程式锦标赛”。

## 概述

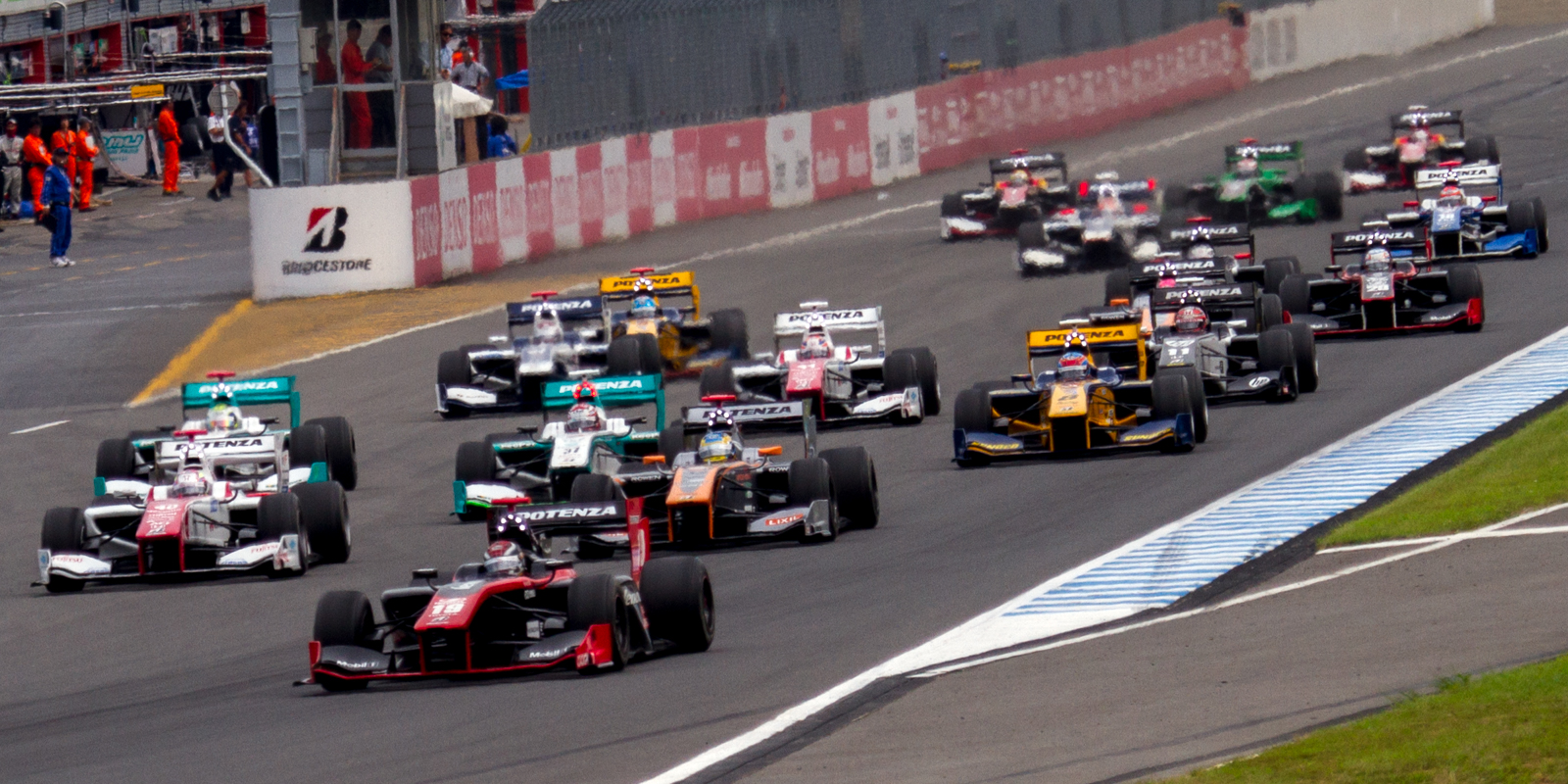
2014年茂木站

賽事使用單座開輪式賽車，前身為日本方程式，由日本汽車聯盟（JAF）舉辦，由日本賽車推廣（JRP）營運。
首屆日本頂級方程式賽事在1973年開辦，名为“全日本F2000锦标赛”。1978年，賽事更名为全日本F2锦标赛，1987年後為全日本F3000锦标赛。賽事在技术规则上與歐洲同級賽事大同小異。1996年，即JRP成立翌年賽事改名為全日本锦标赛日本方程式。
2013年起賽事重新定位，希望成為亞洲頂級方程式賽事，以现名超級方程式重新启动。为此曾定於2013年在韩国麟蹄Speedium賽道举办分站，但最终被迫取消。此外，时任JRP社长白井裕在2015年概要發表會中表示：“希望能发展成为与F1和印第賽車并列的的世界三大方程式赛车赛事之一”。由于賽事希望凸顯其独立，与賽事並列日本顶级赛事的超級GT不同，海外扩张已被推迟。
2020年起，由全日本F3錦標賽重塑而成的全日本超級方程式初級锦标赛成為方程式賽車階梯的下一級。

## 賽車規格

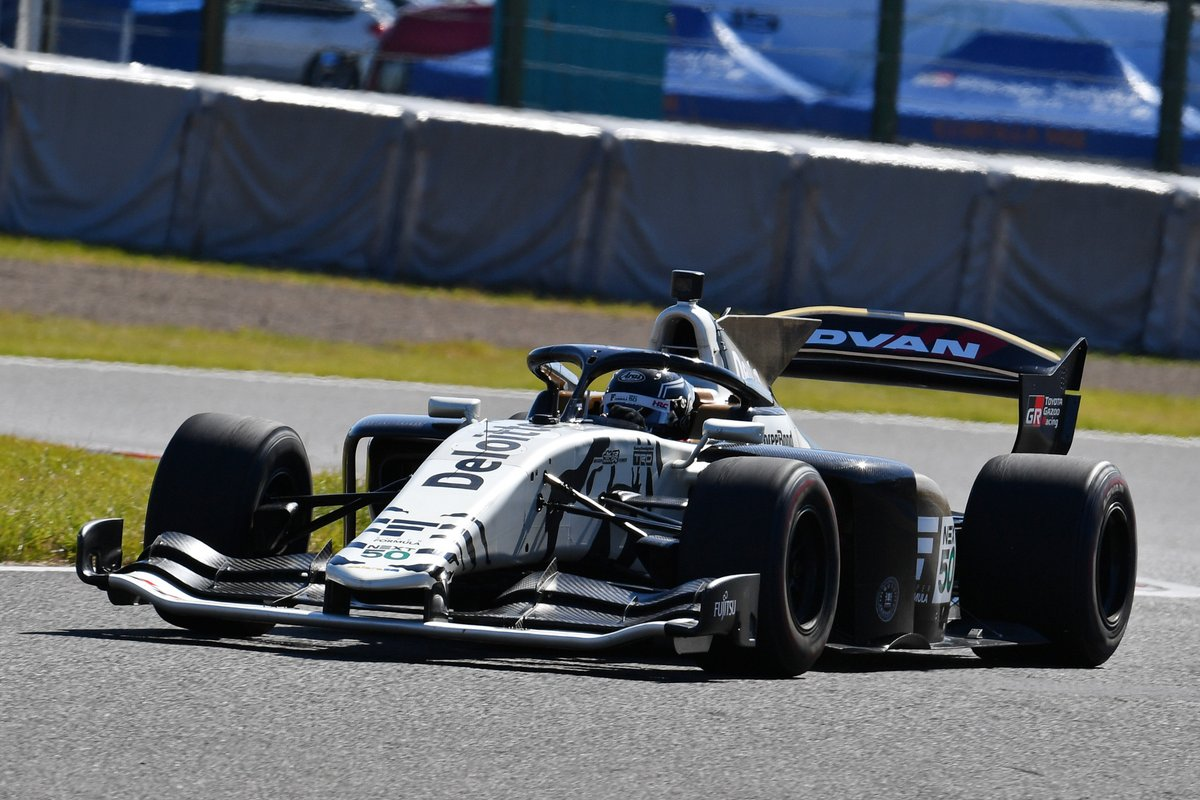
達拉拉SF23賽車

从2014 年起，達拉拉SF14配备丰田RI4A或本田HR-414E NRE（Nippon Race Engine或日本賽車引擎）2.0L直四直喷涡轮增压引擎 ，其基本设计与超級GT中GT500级别所使用的相同。引擎配备燃油限制器，可限制燃油流量，正常输出限制在550至600马力左右。此外，可因應不同賽道，設定低於正常的燃油流量。
2019至2022赛季使用的達拉拉SF19于2017年10月在铃鹿赛道亮相。賽車重670公斤（包括車手），由本田和丰田的NRE引擎提供动力。与超級GT（GT500）使用的引擎相比，超級方程式使用的引擎被調低馬力，但允许使用“push-to-pass”式超车系统 (OTS)，该系统可在比赛期间额外增加每小时5公斤的的燃油消耗燃烧，最多200秒。
達拉拉SF23是SF19的略微修改版，于2022年12月13日亮相，自2023赛季开始使用。賽車具備更好空气动力性能，以增加超车和改善比赛。
规格（2019-2022）
- 引擎： 2.0 L（122 cu in） DOHC直四
- 变速箱: 6 速换档拨片变速箱
- 重量： 670（1,477磅）
- 输出功率： 543 hp（405 kW）
- 燃料: 102 RON无铅汽油
- 燃油供给：直接燃油喷射
- 換氣：单涡轮增压
- 长度： 5,233 mm（206英寸）
- 宽度： 1,910 mm（75英寸）
- 轴距： 3,115 mm（123英寸）
- 转向系统：电动助力齿条齿轮
- 轮胎： 橫濱ADVAN光頭胎和雨胎

## 積分系统
2020年起，超级方程式采用与超级GT类似的新積分系统。排位赛前三名均獲額外積分：杆位得三分，第二名得两分，第三名得一分。
比赛积分（2020年至今）
| 名次 | 第一 | 第二 | 第三 | 第四 | 第五 | 第六 | 第七 | 第八 | 第九 | 第十 |
| 积分 | 20   | 15   | 11   | 8    | 6    | 5    | 4    | 3    | 2    | 1    |

排位賽积分（2020年至今）
| 名次 | 第一 | 第二 | 第三 |
| 积分 | 3    | 2    | 1    |

## 历届冠军

### 车手冠军
| 賽季 | 車手        | 車隊 （引擎）                |
| ---- | ----------- | ---------------------------- |
| 2013 | 山本尚貴    | 無限車隊 （本田）            |
| 2014 | 中嶋一貴    | 馬石油TOM'S車隊 （豐田）     |
| 2015 | 石浦宏明    | P.MU/CERUMO・INGING （豐田） |
| 2016 | 國本雄資    | P.MU/CERUMO・INGING （豐田） |
| 2017 | 石浦宏明    | P.MU/CERUMO・INGING （豐田） |
| 2018 | 山本尚貴    | 無限車隊 （本田）            |
| 2019 | 尼克·卡西迪 | 萬特力TOM'S車隊 （豐田）     |
| 2020 | 山本尚貴    | DOCOMO蒲公英車隊 （本田）    |
| 2021 | 野尻智紀    | 無限車隊 （本田）            |
| 2022 | 野尻智紀    | 無限車隊 （本田）            |
| 2023 | 宮田莉朋    | 萬特力TOM'S車隊 （豐田）     |
| 2024 | 坪井翔      | 萬特力TOM'S車隊 （豐田）     |

### 年度新秀
| 賽季 | 年度新秀 （車隊/引擎）                       |
| ---- | -------------------------------------------- |
| 2013 | 未頒發                                       |
| 2014 | 野尻智紀 （DOCOMO蒲公英車隊/本田）           |
| 2015 | 小林可夢偉 （天鹅座油太陽石油勒芒車隊/丰田） |
| 2016 | 未頒發                                       |
| 2017 | 皮埃爾·蓋斯利 （無限車隊/本田）              |
| 2018 | 松下信治 （DOCOMO蒲公英車隊/本田）           |
| 2019 | 亞歷克斯·帕洛 （TCS中嶋車隊/本田）           |
| 2020 | 大湯都史樹 （TCS中嶋車隊/本田）              |
| 2021 | 大津弘樹 （红牛無限車隊Team Goh/本田）       |
| 2022 | 佐藤蓮 （鄉車隊/本田）                       |
| 2023 | 利亞姆·勞森 （無限車隊/本田）                |
| 2024 | 岩佐歩夢 （無限車隊/本田）                   |

## 外部連結
- 官方网站
- 维基共享资源上的相關多媒體資源：超級方程式錦標賽